# Anfetamina substituída
Anfetaminas substituídas são uma classe de compostos químicos baseados na estrutura da anfetamina; inclui todos os derivados formados por realocação ou substituição de um ou mais átomos de hidrogênio na estrutura central da anfetamina. Os compostos desta classe abrangem uma variedade de subclasses farmacológicas, incluindo estimulantes, empatógenos e alucinógenos, entre outros.  Exemplos de anfetaminas substituídas são a própria anfetamina, metanfetamina, efedrina, catinona, fentermina, mefentermina,  bupropiona,  metoxifenamina,  selegilina, anfepramona,  pirovalerona,  MDMA (ecstasy) e dimetoxianfetamina (DOM).
Algumas anfetaminas substituídas são encontradas na natureza, por exemplo, nas folhas de Ephedra e da planta khat. A anfetamina foi produzida pela primeira vez no final do século XIX. Na década de 1930, a anfetamina e alguns de seus compostos derivados eram usados como descongestionantes nasais e, ocasionalmente, como drogas psicoativas. Seus efeitos sobre o sistema nervoso central são diversos, mas são três suas principais atividades, as quais estão inter-relacionadas: psicanaléptica, alucinógena e empatógena-entactogéna. As anfetaminas substituídas podem causar esses efeitos separadamente ou em combinação.

## Lista de anfetaminas substituídas
| Nome genérico                                              | Nomenclatura química                    | Átomos substituídos |
| ---------------------------------------------------------- | --------------------------------------- | ------------------- |
| Anfetamina                                                 | α-Metil-fenetilamina                    | 0                   |
| Metanfetamina                                              | N-Metilanfetamina                       | 1                   |
| Etilanfetamina                                             | N-Etilanfetamina                        | 1                   |
| Propilanfetamina                                           | N-Propilanfetamina                      | 1                   |
| Isopropilanfetamina                                        | N-iso-Propilanfetamina                  | 1                   |
| Fentermina                                                 | α-Metilanfetamina                       | 1                   |
| Fenilpropanolamina (PPA)                                   | β-Hidroxianfetamina, (1R,2S)-           | 1                   |
| Catina                                                     | β-Hidroxianfetamina, (1S,2S)-           | 1                   |
| Catinona                                                   | β-Cetoanfetamina                        | 1                   |
| Ortetamina                                                 | 2-Metilanfetamina (2-MA)                | 1                   |
| 2-Fluoroanfetamina (2-FA)                                  | 2-Fluoroanfetamina                      | 1                   |
| 3-Metilanfetamina (3-MA)                                   | 3-Metilanfetamina                       | 1                   |
| Β-Metilanfetamina                                          | 2-Fenil-3-aminobutano                   | 1                   |
| 3-Fluoroanfetamina (3-FA)                                  | 3-Fluoroanfetamina                      | 1                   |
| Norfenfluramina                                            | 3-Trifluorometilanfetamina              | 1                   |
| 4-Metilanfetamina (4-MA)                                   | 4-Metilanfetamina                       | 1                   |
| para-Metoxianfetamina (PMA)                                | 4-Metoxianfetamina                      | 1                   |
| para-Etoxianfetamina                                       | 4-Etoxianfetamina (4-ETA)               | 1                   |
| 4-Metiltianfetamina (4-MTA)                                | 4-Metiltianfetamina                     | 1                   |
| Norfoledrina (α-Me-TRA)                                    | 4-Hidroxianfetamina                     | 1                   |
| para-Bromoanfetamina (PBA, 4-BA)                           | 4-Bromoanfetamina                       | 1                   |
| para-Cloroanfetamina (PCA, 4-CA)                           | 4-Cloroanfetamina                       | 1                   |
| para-Fluoroanfetamina (PFA, 4-FA, 4-FMP)                   | 4-Fluoroanfetamina                      | 1                   |
| para-Iodoanfetamina (PIA, 4-IA)                            | 4-Iodanfetamina                         | 1                   |
| Clobenzorex                                                | N-(2-clorobenzil)-1-fenilpropan-2-amina | 1                   |
| Dimetilanfetamina                                          | N,N-Dimetilanfetamina                   | 2                   |
| Benzfetamina                                               | N-Benzil-N-metilanfetamina              | 2                   |
| D-Deprenil                                                 | N-Metil-N-propargilanfetamina, (S)-     | 2                   |
| Selegilina                                                 | N-Metil-N-propargilanfetamina, (R)-     | 2                   |
| Mefentermina                                               | N-Metil-α-metilanfetamina               | 2                   |
| Fenpentermina                                              | α,β-Dimetilanfetamina                   | 2                   |
| Efedrina                                                   | β-Hidroxi-N-metilanfetamina, (1R,2S)-   | 2                   |
| Pseudoefedrina (PSE)                                       | β-Hidroxi-N-metilanfetamina, (1S,2S)-   | 2                   |
| Metcatinona                                                | β-Ceto-N-metilanfetamina                | 2                   |
| Etcatinona                                                 | β-Ceto-N-etilanfetamina                 | 2                   |
| Clortermina                                                | 2-Cloro-α-metilanfetamina               | 2                   |
| Metoximetilanfetamina (MMA)                                | 3-Metoxi-4-metilanfetamina              | 2                   |
| Fenfluramina                                               | 3-Trifluorometil-N-etilanfetamina       | 2                   |
| Dexfenfluramina                                            | 3-Trifluorometil-N-etilanfetamina, (S)- | 2                   |
| 4-Metilmetanfetamina (4-MMA)                               | 4-Metil-N-metilanfetamina               | 2                   |
| para-Metoximetanfetamina (PMMA)                            | 4-Metoxi-N-metilanfetamina              | 2                   |
| para-Metoxietilanfetamina (PMEA)                           | 4-Metoxi-N-etilanfetamina               | 2                   |
| Foledrina                                                  | 4-Hidroxi-N-metilanfetamina             | 2                   |
| Clorfentermina                                             | 4-Cloro-α-metilanfetamina               | 2                   |
| para-Fluorometanfetamina (PFMA, 4-FMA)                     | 4-Fluor-N-metilanfetamina               | 2                   |
| Xilopropamina                                              | 3,4-Dimetilanfetamina                   | 2                   |
| Alfametildopamina (α-Me-DA, α-Metildopamina)               | 3,4-Di-hidroxianfetamina                | 2                   |
| Metilenedioxianfetamina (3,4-Metilenedioxianfetamina, MDA) | 3,4-Metilenedioxianfetamina             | 2                   |
| Dimetoxianfetamina (DMA)                                   | X,X-Dimetoxianfetamina                  | 2                   |
| 6-APB                                                      | 6-(2-aminopropil)benzofurano            | 2                   |
| Nordefrina (α-Me-NE)                                       | β,3,4-Trihidroxianfetamina, (R)-        | 3                   |
| Oxilofrina                                                 | β,4-Dihidroxi-N-metilanfetamina         | 3                   |
| Aleph                                                      | 2,5-dimetoxi-4-metiltianfetamina        | 3                   |
| Dimetoxibromoanfetamina (DOB)                              | 2,5-Dimetoxi-4-bromoanfetamina          | 3                   |
| Dimetoxicloroanfetamina (DOC)                              | 2,5-Dimetoxi-4-cloroanfetamina          | 3                   |
| Dimetoxifluoroetilanfetamina (DOEF)                        | 2,5-Dimetoxi-4-fluoroetilanfetamina     | 3                   |
| Dimetoxietilanfetamina (DOET)                              | 2,5-Dimetoxi-4-etilanfetamina           | 3                   |
| Dimetoxifluoroanfetamina (DOF)                             | 2,5-Dimetoxi-4-fluoroanfetamina         | 3                   |
| Dimetoxiiodoanfetamina (DOI)                               | 2,5-Dimetoxi-4-iodoanfetamina           | 3                   |
| Dimetoxianfetamina (DOM)                                   | 2,5-Dimetoxi-4-metilanfetamina          | 3                   |
| Dimetoxinitroanfetamina (DON)                              | 2,5-Dimetoxi-4-nitroanfetamina          | 3                   |
| Dimetoxipropilanfetamina (DOPR)                            | 2,5-Dimetoxi-4-propilanfetamina         | 3                   |
| Dimetoxitrifluorometilanfetamina (DOTFM)                   | 2,5-Dimetoxi-4-trifluorometilanfetamina | 3                   |
| Metilenodioximetilanfetamina (MDMA)                        | 3,4-Metilenodioxi-N-metilanfetamina     | 3                   |
| Metilenodioxietilanfetamina (MDEA)                         | 3,4-Metilenodioxi-N-etilanfetamina      | 3                   |
| Metilenodioxihidroxianfetamina (MDOH)                      | 3,4-Metilenodioxi-N-hidroxianfetamina   | 3                   |
| 2-Metil-MDA                                                | 3,4-Metilenodioxi-2-metilanfetamina     | 3                   |
| 5-Metil-MDA                                                | 4,5-Metilenodioxi-3-metilanfetamina     | 3                   |
| Metoximetilenedioxianfetamina (MMDA)                       | 3-Metoxi-4,5-Metilenodioxianfetamina    | 3                   |
| Trimetoxianfetamina (TMA)                                  | X,X,X-Trimetoxianfetamina               | 3                   |
| Dimetilcatinona                                            | β-Keto-N,N-dimetilanfetamina            | 3                   |
| Anfepramona (dietilcatinona)                               | β-Keto-N,N-dietilanfetamina             | 3                   |
| Bupropiona                                                 | β-Ceto-3-cloro-N-tert-butilanfetamina   | 3                   |
| Mefedrona (4-MMC)                                          | β-Ceto-4-metil-N-metilanfetamina        | 3                   |
| Metedrona (PMMC)                                           | β-Ceto-4-metoxi-N-metilanfetamina       | 3                   |
| Brefedrona (4-BMC)                                         | β-Ceto-4-bromo-N-metilanfetamina        | 3                   |
| Flefedrona (4-FMC)                                         | β-Ceto-4-fluoro-N-metilanfetamina       | 3                   |

## Pró-drogas de anfetamina/metanfetamina
Uma variedade de pró-drogas de anfetamina e/ou metanfetamina existem, como amfecloral, anfetaminil, benzfetamina, clobenzorex, D-deprenil, dimetilanfetamina, etilanfetamina, fencamina, fenetilina, femproporex, furfenorex, lisdexanfetamina, mefenorex, prenilamina, e selegilina.